# Comuna Sindal
Sindal (Sindal Kommune) a fost o comună din comitatul Nordjyllands Amt, Danemarca, care a existat între anii 1970-2006. Comuna avea o suprafață totală de 241,61 km² și o populație de 9.434 de locuitori (în 2004), iar din 2007 teritoriul său face parte din comuna Hjørring.